# National Invitation Tournament 2018
Il National Invitation Tournament 2018 è stata la 81ª edizione del torneo. Si è disputato dal 13 al 29 marzo 2018. La final four è stata giocata al Madison Square Garden di New York. Ha vinto il titolo la Pennsylvania State University, allenata da Pat Chambers. Miglior giocatore del torneo è stato eletto Lamar Stevens.

## Risultati

### Final Four
|  | Semifinali | Semifinali               | Semifinali |           |    | Finale                   | Finale | Finale |  |
|  |            |                          |            |           |    |                          |        |        |  |
|  | 4          | Penn State Nittany Lions | 75         |           |    |                          |        |        |  |
|  | 4          | Penn State Nittany Lions | 75         |           |    |                          |        |        |  |
|  | 4          | MSU Bulldogs             | 60         |           |    |                          |        |        |  |
|  | 4          | MSU Bulldogs             | 60         |           | 4  | Penn State Nittany Lions | 82     |        |  |
|  |            |                          |            |           | 4  | Penn State Nittany Lions | 82     |        |  |
|  |            |                          | 2          | Utah Utes | 66 |                          |        |        |  |
|  | 4          | WKU Hilltoppers          | 2          | Utah Utes | 66 | 64                       |        |        |  |
|  | 4          | WKU Hilltoppers          |            |           |    |                          |        |        |  |
|  | 2          | Utah Utes                | 69         |           |    |                          |        |        |  |

## Squadra vincitrice
|    | Naz.                   | Ruolo | Sportivo       |  | Alt. |  |  |
| -- | ---------------------- | ----- | -------------- |  | ---- |  |  |
| 4  | Stati Uniti (bandiera) | G     | Nazeer Bostick |  | 193  |  |  |
| 5  | Stati Uniti (bandiera) | G     | Jamari Wheeler |  | 185  |  |  |
| 10 | Stati Uniti (bandiera) | A     | Tony Carr      |  | 196  |  |  |
| 11 | Stati Uniti (bandiera) | A     | Lamar Stevens  |  | 201  |  |  |
| 23 | Stati Uniti (bandiera) | G     | Josh Reaves    |  | 193  |  |  |
| 24 | Stati Uniti (bandiera) | C     | Mike Watkins   |  | 206  |  |  |
| 33 | Stati Uniti (bandiera) | G     | Shep Garner    |  | 188  |  |  |
| 44 | Stati Uniti (bandiera) | C     | Julian Moore   |  | 208  |  |  |

- Allenatore: Pat Chambers